# Strażnica WOP Żarka

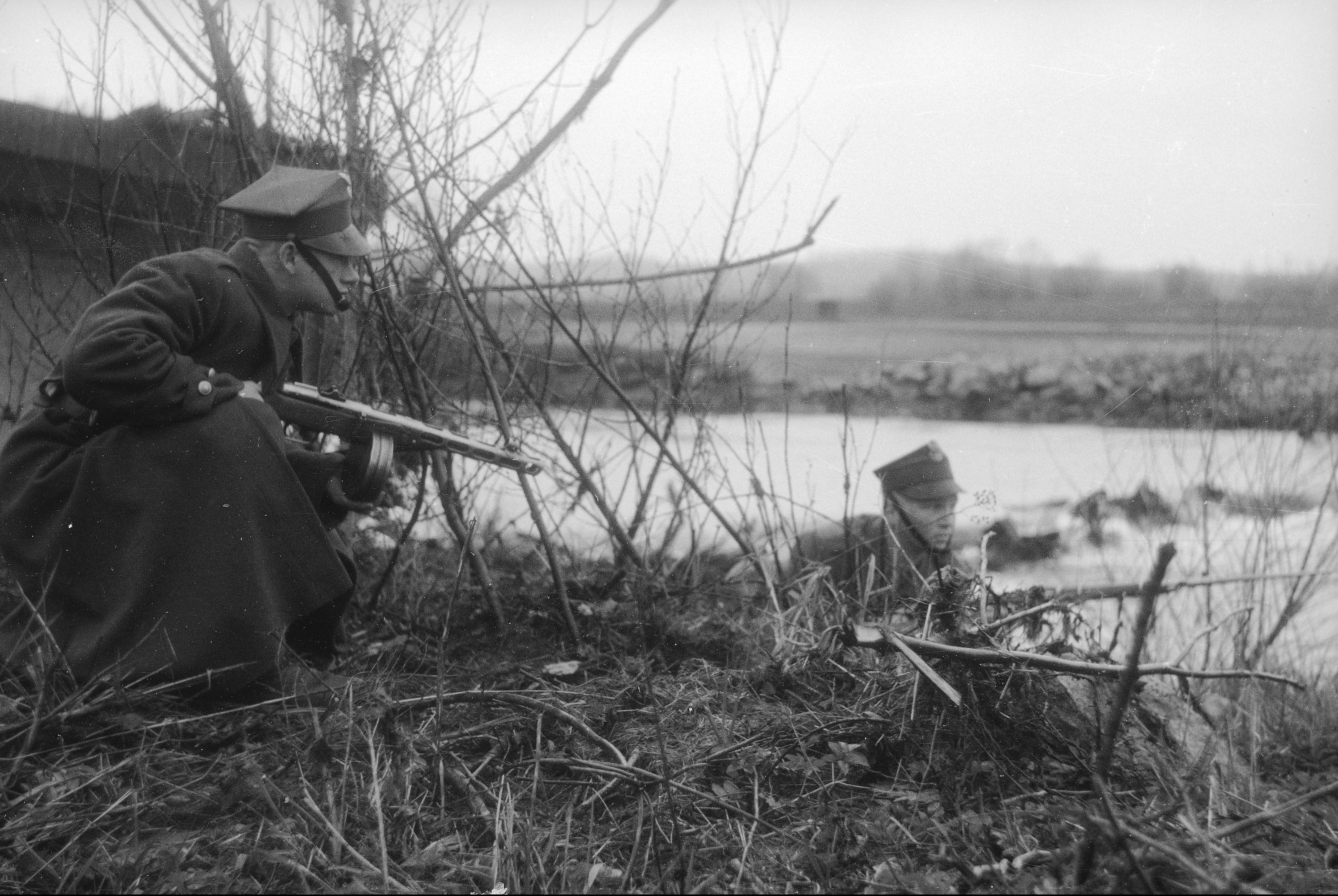
Żołnierze WOP w czasie pełnienia służby granicznej nad Nysą Łużycką (1948)

Strażnica Wojsk Ochrony Pogranicza Żarka – zlikwidowany podstawowy pododdział graniczny Wojsk Ochrony Pogranicza pełniący służbę graniczną na granicy polsko-niemieckiej.

## Formowanie i zmiany organizacyjne
Strażnica została sformowana w 1945 w strukturze 4 komendy odcinka Zgorzelec jako 18 strażnica WOP (Penzig) o stanie 56 żołnierzy. Kierownictwo strażnicy stanowili: komendant strażnicy, zastępca komendanta do spraw polityczno-wychowawczych i zastępca do spraw zwiadu. Strażnica składała się z dwóch drużyn strzeleckich, drużyny fizylierów, drużyny łączności i gospodarczej. Etat przewidywał także instruktora do tresury psów służbowych oraz instruktora sanitarnego.
Jesienią 1946 przeniesiono strażnicę z Pieńska do Żarki . W 1947 została przeformowana na strażnicę II kategorii – 43 wojskowych.

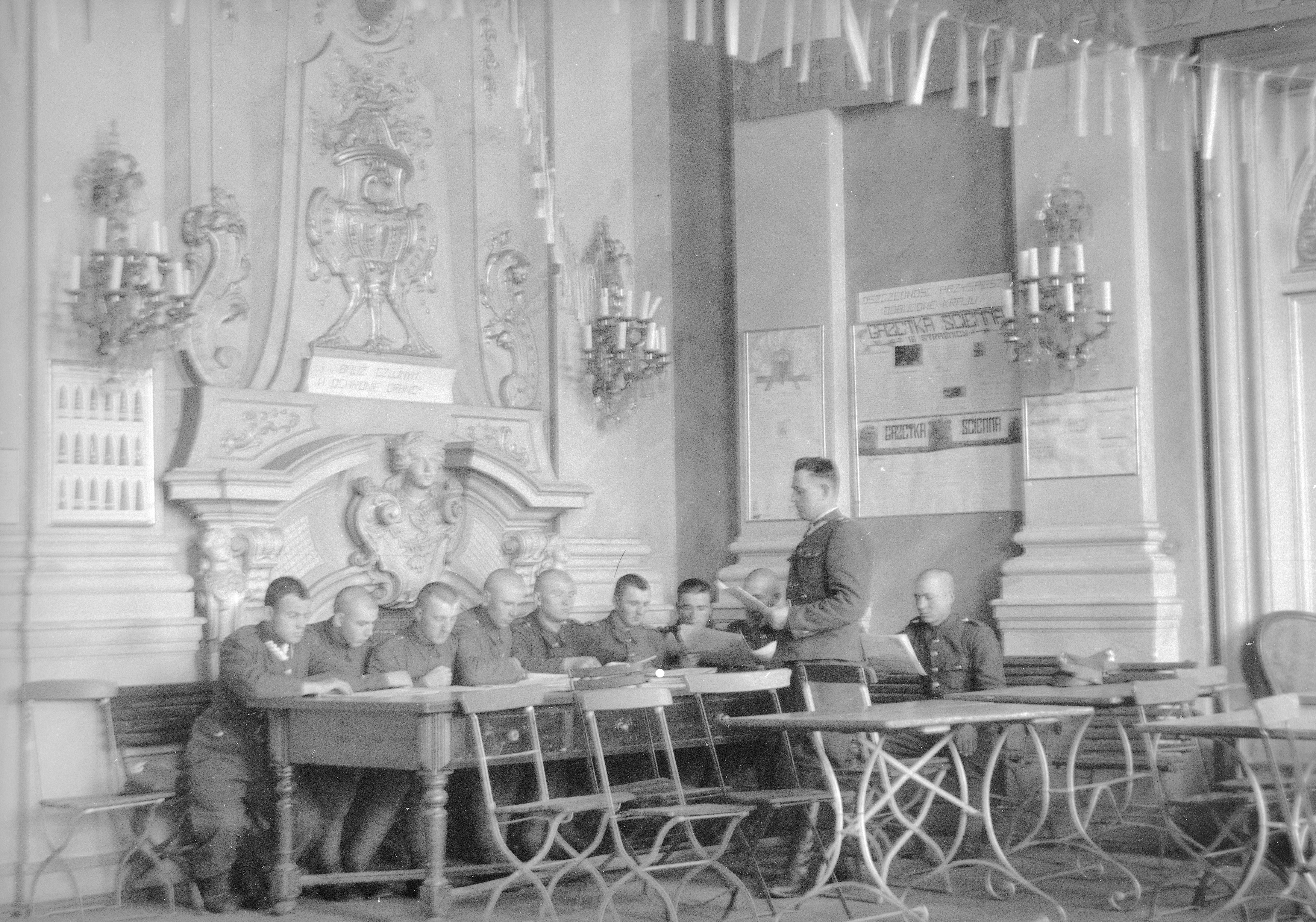
Żołnierze WOP w czasie szkolenia (1948)

W związku z reorganizacją oddziałów WOP, 24 kwietnia 1948 18 strażnica OP Żarka została włączona w struktury 18 batalionu Ochrony Pogranicza, a 1 stycznia 1951 84 batalionu WOP w Zgorzelcu.
Od 15 marca 1954 wprowadzono nową numerację strażnic na poziomie krajowym, a strażnica otrzymała nr 23
W 1956 rozpoczęto numerowanie strażnic na poziomie brygady. Strażnica I kategorii Żarka miała nr 23 w 8 Brygadzie Wojsk Ochrony Pogranicza. W 1960, po kolejnej zmianie numeracji, strażnica posiadała numer 5 i zakwalifikowana była do kategorii II w 8 Łużyckiej Brygadzie WOP . W 1964 strażnica WOP nr 4 Żarka uzyskała status strażnicy lądowej i zaliczona została do II kategorii. W lipcu 1983 była strażnicą ćwiczebną.

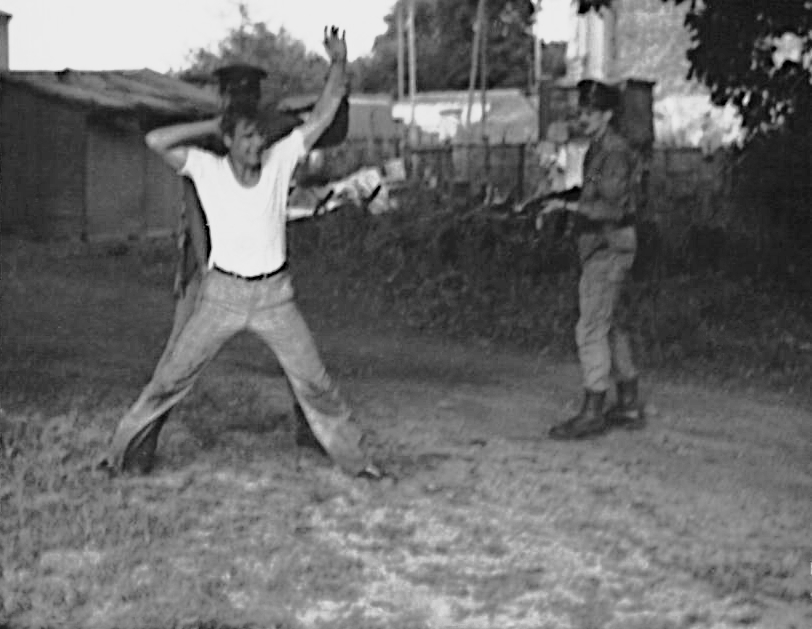
Podchorążowie 1 plp 14 kpchor. WSOWZ kierunek WOP podczas zajęć z granicznego (lipiec 1983)

Wiosną 1987 ze Zgorzelca został przeniesiony do Żarki nad Nysą Ośrodek Tresury Psów Służbowych WOP i funkcjonował w obiekcie po byłej strażnicy do 15 maja 1991. Od 16 maja 1991 przemianowany w Ośrodek Tresury Psów Służbowych Straży Granicznej .

## Wydarzenia
- 1968 – na odcinku Łużyckiej Brygady WOP w miejscowości Żarka doszło do spotkania komendantów hufców przygranicznych. To właśnie na tym spotkaniu po raz pierwszy użyto nazwy „Harcerska Służba Graniczna”. Oficjalne zaś ramy do powołania tej specjalności dało porozumienie Dowództwa WOP i Głównej Kwatery ZHP[13].

## Strażnice sąsiednie
- 17 strażnica WOP Zgorzelice ⇔ 19 strażnica WOP Penzig – 1946
- 17 strażnica OP Zgorzelec ⇔ 18a strażnica OP Pieńsk – 1949
- 22 strażnica specjalna WOP Zgorzelec ⇔ 24 strażnica WOP Pieńsk I kat. – 1956
- 6 strażnica WOP Zgorzelec I kat ⇔ 4 strażnica WOP Pieńsk II kat. – 1.01.1960
- 5 strażnica WOP Zgorzelec lądowa I kat. ⇔ 3 strażnica WOP Pieńsk lądowa II kat. – 01.01.1964.

## Komendanci/dowódcy strażnicy
- ppor. Henryk Szubiński (był w 10.1946)[b].
- ppor. Tomasz Dańczak (był w 1948)[14]
- por. Józef Adachowski (1948[15] –1952)
- chor. Władysław Kłys (od 1952).